# Repubblica Democratica Tedesca
La Repubblica Democratica Tedesca (RDT), chiamata anche Germania Est od Orientale (in tedesco Deutsche Demokratische Republik (DDR) o Ostdeutschland) fu uno Stato socialista esistito dal 1949 al 1990.
È stato, assieme alla Repubblica Federale, uno dei due paesi sorti conseguentemente alla suddivisione della Germania nazista in zone di occupazione dopo la seconda guerra mondiale, esistiti fino alla riunificazione tedesca. Nato dalla zona sovietica, nel corso della guerra fredda fece capo al blocco orientale, aderì infatti al Patto di Varsavia e prese parte al Comecon.
La sua capitale era posta nel settore orientale di Berlino, indicata ufficialmente in tedesco come Berlin, Hauptstadt der DDR.

## Storia
La Repubblica Democratica Tedesca venne proclamata nel settore sovietico di Berlino il 7 ottobre 1949, facendo seguito alla proclamazione, avvenuta qualche mese prima, della Repubblica Federale di Germania a opera del blocco occidentale pochi giorni dopo la fine del Blocco di Berlino attuato dai sovietici; queste due proclamazioni formalizzarono la divisione della Germania. Nel 1953 una rivolta cominciata da rivendicazioni economiche operaie cercò di rovesciare il governo comunista, il quale però rimase ben saldo. Nel 1957 la RDT venne riconosciuta formalmente dall'URSS e dichiarata pienamente sovrana, ma truppe sovietiche vi rimasero stanziate, in base agli accordi della Conferenza di Potsdam, motivando la loro presenza come protezione della nazione dalla minaccia statunitense durante la guerra fredda.
La RDT aderì al Patto di Varsavia fin dal 1956. Venne ammessa all'ONU insieme alla Germania Ovest solo il 18 settembre 1973.
Con la salita al potere di Erich Honecker e la quasi contemporanea elezione a cancelliere di Willy Brandt in Germania Ovest, iniziò un periodo di riavvicinamento tra le due Germanie (Ostpolitik) con la creazione di rappresentanze diplomatiche permanenti e con visite ufficiali di capi di Stato e primi ministri, tra cui quella del presidente del Consiglio Italiano Bettino Craxi. L'Ostpolitik venne proseguita in misura assai più limitata dal successore Helmut Schmidt e cessò del tutto con l'ascesa al potere del conservatore Helmut Kohl.
A seguito dell'apertura delle frontiere tra Ungheria e Austria (l'11 settembre 1989) e della successiva caduta del Muro di Berlino seguita dalle elezioni libere, fu riunificata alla Germania Ovest il 3 ottobre 1990 nell'attuale Germania. Dal 9 novembre 1989 il Muro di Berlino, eretto dal governo della DDR nel 1961 per impedire i massicci trasferimenti all'Ovest dei suoi cittadini, che si spostavano con la speranza di ottenere migliori condizioni di vita, poteva per la prima volta essere attraversato senza pericolo.

## Ordinamento dello Stato

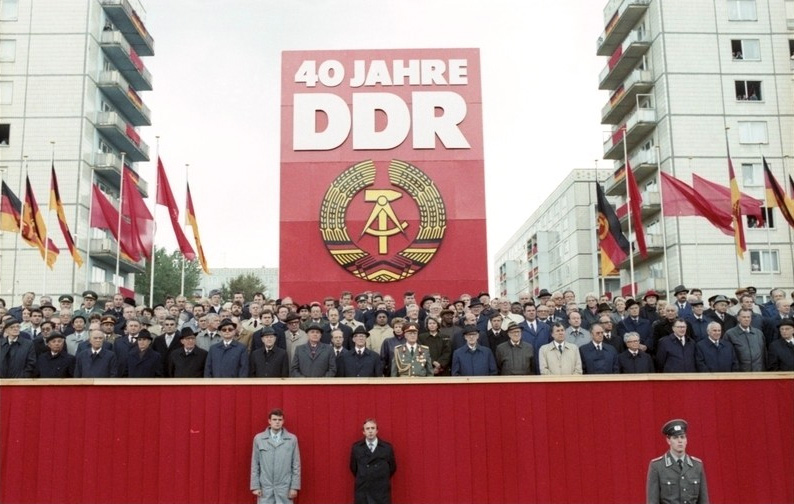
Berlino, 7 ottobre 1989: Parata celebrativa per i 40 anni dalla nascita della DDR, oltre ad Honecker, presidente della DDR ed altri dignitari tedeschi, sono presenti sul palco Jaruzelski, Ceaușescu e Gorbačëv

L'ordinamento della Germania Est era in parte assimilabile a quello degli altri Stati socialisti, ma caratterizzato da significative specificità determinate dal contesto tedesco e dal modo in cui lo Stato aveva avuto origine.
La posizione dominante nel sistema politico era affidata alla Sozialistische Einheitspartei Deutschlands (SED, Partito Socialista Unificato di Germania), formato dalla fusione forzata dei comunisti della KPD coi socialdemocratici della SPD, con la finalità della costruzione di una società senza classi. Questo partito però, contrariamente a quanto avveniva in altri regimi comunisti, non si vedeva attribuito dalla Costituzione il ruolo di partito guida. Esso non era l'unico partito ammesso. La SED era infatti affiancato da altri quattro partiti: i democratico-cristiani dell'Unione Cristiano Democratica, gli agrari del Partito Democratico Rurale, i liberaldemocratici del Partito Liberal-Democratico di Germania e i nazionaldemocratici del Partito Nazional-Democratico.
Il ruolo di questi quattro partiti era quello di raggruppare le classi piccolo-borghesi e contadine intorno al progetto politico operaio della SED. Un deputato della CDU ricoprì, ad esempio, per oltre sette anni la presidenza del Parlamento; un funzionario del partito presiedette per anni il Tribunale Superiore. Raccolti nel Fronte Nazionale, i cinque partiti controllavano ogni aspetto della vita politica, economica e sociale, centrale e locale, del Paese. Dal 1968 in poi il Fronte, egemonizzato dalla SED, svolse di fatto il ruolo di partito unico.
La Costituzione, approvata il 30 maggio 1949 ed entrata in vigore il 7 ottobre dello stesso anno, istituiva un Parlamento con bicameralismo imperfetto diviso tra la Volkskammer (Camera del Popolo), composta da 400 membri eletti ogni 4 anni, a cui spettava il potere legislativo, e la Länderkammer (Camera dei Länder), avente funzione consultiva e di veto nelle questioni attinenti ai Land. Sei anni dopo la trasformazione dei Land in Bezirk (1952), distretti provinciali soggetti a un molto più stretto controllo da parte del potere centrale, la Länderkammer venne abolita e il Parlamento divenne unicamerale.
Le elezioni per la Volkskammer si svolgevano sulla base della Lista unica redatta dal Congresso del Fronte Nazionale. La suddivisione dei seggi parlamentari era prefissata, sulla base di una concezione secondo la quale i deputati non rappresentavano il popolo, come nella tradizione occidentale, perché dotati di un mandato politico espresso dai cittadini elettori, ma perché rispecchianti socialmente il peso numerico dei ceti componenti l'elettorato. Al SED erano dunque assegnati d'ufficio il 25% dei seggi parlamentari, agli altri quattro partiti il 10,4% ciascuno, ai sindacati (FDGB) il 13,4%, l'8% sia all'organizzazione giovanile della Libera Gioventù Tedesca (FDJ) sia all'Associazione Democratica delle Donne (DFD), mentre i restanti seggi erano appannaggio dell'Unione delle Associazioni Culturali, comprendente artisti, scienziati e docenti universitari.
I poteri del capo dello Stato spettavano invece allo Staatsrat, il Consiglio di Stato, organo di direzione politica composto da 24 membri da cui dipendevano il Consiglio dei ministri e il Consiglio Nazionale di Difesa. La funzione egemone del SED si manifestava in un Diritto di Direttiva, praticamente vincolante, del Politbüro del partito verso lo Staatsrat e soprattutto nell'usuale unificazione nella stessa persona delle cariche di Segretario Generale del SED, di Presidente dello Staatsrat e di Presidente del Consiglio di Difesa, che in situazioni d'emergenza poteva fra l'altro emanare provvedimenti e leggi senza l'autorizzazione parlamentare.

### Suddivisioni amministrative

I 15 Bezirk (distretti) dal 1952 al 1990

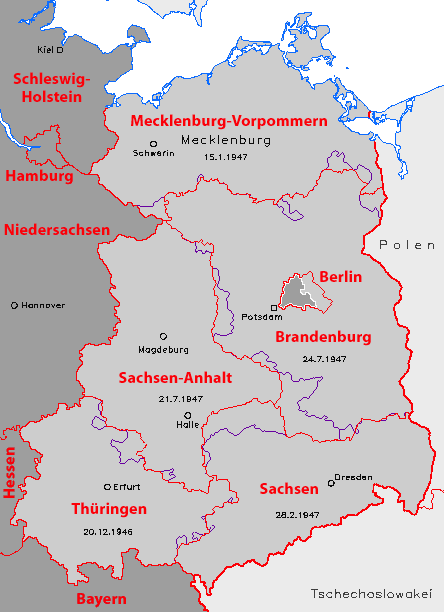
Le frontiere dei cinque Länder del settore sovietico nel 1947 (tratti viola) e i Länder ricostituiti dalla RDT nel 1990 (tratti rossi)

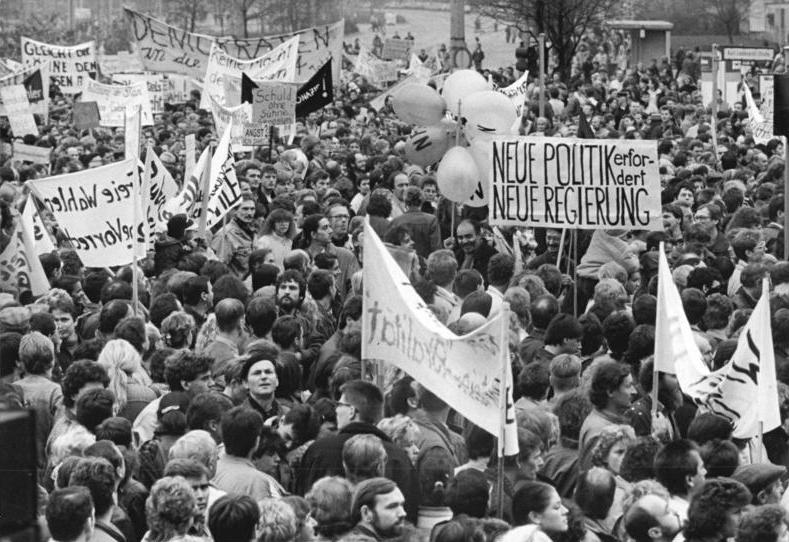
Berlino, 4 novembre 1989: manifestazione popolare per la democrazia e un nuovo governo

Amministrativamente la Germania Est era divisa, dal 1952 al 1990, in 14 distretti (Bezirke): Rostock, Schwerin, Neubrandenburg, Magdeburgo, Potsdam, Francoforte sull'Oder, Halle, Lipsia, Cottbus, Erfurt, Gera, Suhl, Karl-Marx-Stadt e Dresda. La capitale era Berlino Est.
| Distretto             | Superficie km² | Popolazione (1961) | Capoluogo             | Sigla Aut. |
| --------------------- | -------------- | ------------------ | --------------------- | ---------- |
| Cottbus               | 8 261          | 805 800            | Cottbus               | Z, G       |
| Dresda                | 6 738          | 1 875 600          | Dresda                | R, Y       |
| Erfurt                | 7 325          | 1 241 700          | Erfurt                | L, F       |
| Francoforte sull'Oder | 7 185          | 677 100            | Francoforte sull'Oder | E          |
| Gera                  | 4 004          | 742 000            | Gera                  | N          |
| Halle                 | 8 771          | 1 958 100          | Halle/Saale           | K, V       |
| Karl-Marx-Stadt       | 6 009          | 2 098 600          | Karl-Marx-Stadt       | T, X       |
| Lipsia                | 4 962          | 1 509 600          | Lipsia                | S, U       |
| Magdeburgo            | 11 527         | 1 369 000          | Magdeburgo            | H, M       |
| Neubrandenburg        | 10 793         | 639 600            | Neubrandenburg        | C          |
| Potsdam               | 12 568         | 1 146 700          | Potsdam               | D, P       |
| Rostock               | 7 074          | 856 200            | Rostock               | A          |
| Schwerin              | 8 672          | 598 700            | Schwerin              | B          |
| Suhl                  | 3 856          | 549 400            | Suhl                  | O          |
| Berlino Est           | 403            | 1 509 600          | Berlino Est           | I          |

## Forze armate e di polizia
Le forze armate della RDT prendevano il nome di Nationale Volksarmee, mentre quelle di polizia Volkspolizei. Vi era poi la Stasi, la polizia politica segreta nonché agenzia di spionaggio e controspionaggio.

## Società

### Popolazione
La popolazione tedesco-orientale era inferiore a quella della Germania Ovest, data anche la sua minore estensione (circa i 2/5). L'urbanesimo era assai accentuato, considerando che il 72% degli abitanti viveva in centri con oltre 2 000 abitanti (il 21% in centri con oltre 100 000 abitanti).
Le principali città, oltre Berlino Est (1 088 000 abitanti nel 1990), erano Lipsia (581 000 abitanti nel 1990), Dresda (504 000 abitanti nel 1990), Halle, Erfurt, Jena, Rostock e Karl-Marx-Stadt (ora Chemnitz).

### Lingue
La lingua ufficiale era il tedesco. Inoltre, la minoranza linguistica soraba tuttora esistente sul suolo tedesco era riconosciuta e tutelata dalla legge.

### Religione
A livello religioso, come negli altri stati socialisti, non veniva professato per legge l'ateismo di Stato ma solo uno stato fortemente laico e aconfessionale; pur non essendoci una politica antireligiosa ufficiale, vi fu in certi periodi una certa attenzione e diffusione dell'ateismo da parte di istituzioni culturali pubbliche. Il protestantesimo non venne mai particolarmente ostacolato; il cattolicesimo venne dichiarato compatibile con l'edificazione del socialismo. Tuttavia, ci furono frizioni tra il governo socialista della DDR e la chiesa cattolica. Il governo ricostruì molti edifici di culto distrutti durante la seconda guerra mondiale, come il duomo di Berlino, di confessione luterana.
Tra il 46% e il 59% dei cittadini tedeschi del territorio della DDR (sia vissuti sotto la DDR sia i loro figli) si dichiarano atei e il 72% si dichiarano irreligiosi. Secondo molti studi e censimenti la ex Germania Est è la macroregione più atea nel mondo.

## Televisione e radio
La televisione e la radio della RDT erano controllate dallo Stato. Rundfunk der DDR (Radiodiffusione della DDR) è stata l'organo ufficiale di radiodiffusione dal 1952 fino alla riunificazione tedesca. La struttura aveva sede presso Funkhaus Nalepastraße a Berlino Est. Deutscher Fernsehfunk (DFF), a partire dal 1972-1990 nota come Fernsehen der DDR o DDR-FS, è stata l'emittente televisiva di Stato dal 1952.
Gran parte della DDR (a eccezione di Dresda, l'isola di Rügen e la foce dell'Oder) poteva ricevere tuttavia le TV pubbliche dell'Ovest ARD e ZDF.
La DT64 fu una radio emblema della cultura dei giovani dell’ex-Germania Est, nata nel '64 durante il raduno della Libera Gioventù Tedesca allo storico campo estivo Deutschlandrtreffen der Jugenddiede di gruppi musicali anche dell'Ovest, doveva trasmettere soltanto per 99 ore, durante il festival, ma per il grande successo venne confermata come emittente fissa. DT64 venne spesso presa di mira da parte dei più influenti personaggi politici del tempo. Nonostante ciò, la stazione continuò a trasmettere i suoi contenuti fino al 1991 sovvenzionata dallo Stato e autonomamente fino al 1993, l’annuncio della chiusura della radio produsse proteste talmente animate che la fine della DT64 fu ritardata di due anni. DT64 diede voce alla voglia di cambiamento di migliaia di tedeschi, i suoi programmi furono uno spazio in cui le nuove generazioni ai tempi della DDR (Repubblica Democratica Tedesca) si riconoscevano e ascoltavano la loro musica preferita.
La casa discografica di Stato, l'unica peraltro in quanto gli LP e le cassette estere non erano ammesse all'importazione, era la Amiga, controllata direttamente dalla Rundfunk der DDR. Oltre alla produzione discografica interna, soprattutto musica classica e musica pop cantata solamente in lingua tedesca, l'Amiga stampava anche dischi di artisti e complessi esteri famosi, sempre su licenza, come ad esempio The Beatles, Pink Floyd, ABBA e Amanda Lear. Famosi sono le stampe Amiga dei dischi di gruppi non appartenenti alla DDR, tagliati (di tre album originali l'Amiga ricavava un unico prodotto commerciale). Gli artisti Pop più quotati della DDR venivano proposti anche per il mercato discografico della Germania Ovest tramite le stampe della Pool Record, sussidiaria della Teldec (Telefunken-Decca West Germany). L'Amiga esiste ancora oggi ma è stata privatizzata nel 1992, appartiene al gruppo discografico BMG (Bertelsmann Music Group) che ha riproposto negli ultimi anni quasi tutti gli album musicali della DDR in formato CD.

## Il problema dell'espatrio
Già pochi anni dopo l'instaurazione del regime, la Germania Est fu interessata da un notevole flusso migratorio verso la Germania Ovest. Nel 1961 pertanto il SED procedette alla chiusura delle frontiere con la RFT e all'edificazione del muro di Berlino, per impedire l'emigrazione verso la parte occidentale della città. L'art. 10 della Costituzione, che garantiva il diritto di espatrio, venne abrogato, mentre l'espatrio fu ribattezzato "fuga dalla Repubblica" e inserito, quale nuova fattispecie del codice penale, nella stessa sezione relativa ai delitti contro lo Stato. Le guardie di frontiera, (Grenztruppen der DDR), avevano l'ordine di arrestare chi, non autorizzato, tentasse di varcare il confine.
Formalmente l'espatrio non era vietato in maniera assoluta. Anzitutto l'impedimento riguardava solo i confini terrestri con la Germania Ovest e quelli marittimi nel mar Baltico con Danimarca e Svezia. Si poteva invece espatriare verso gli stati del Patto di Varsavia, anche perché il divieto di espatrio verso gli stati occidentali fu adottato da ciascuno di essi. I pensionati potevano espatriare per trascorrere nell'Ovest le vacanze o incontrare i parenti. Chi voleva lasciare il Paese per trasferirsi all'estero incontrava molti più ostacoli: occorreva infatti inoltrare un'apposita richiesta al Ministero degli Esteri, la cui approvazione era però assai difficile. Oltretutto chi inoltrava la domanda rischiava di essere inserito negli elenchi dei sospetti della polizia segreta, la Stasi (Staatssicherheit). Reiterarla più volte, in caso di mancata risposta o a seguito di rifiuto, poteva anche comportare il carcere.
La chiusura dei confini durò fino al 1989. Agli inizi dell'anno nulla lasciava pensare all'abrogazione del divieto di espatrio: nonostante la glasnost' avviata dal presidente sovietico Michail Gorbačëv, il presidente tedesco-orientale Erich Honecker dichiarò che il muro avrebbe diviso Berlino per altri 100 anni, mantenendo saldamente il regime su posizioni totalitarie. Ma al contempo l'Ungheria decise di aprire le frontiere con l'Austria: ciò permetteva ai cittadini della RDT di poter raggiungere la RFT, passando per Cecoslovacchia, Ungheria e Austria. Fu così che la DDR si vide costretta ad abrogare il divieto di espatrio e lasciar abbattere, il 9 novembre, il muro.

## Economia

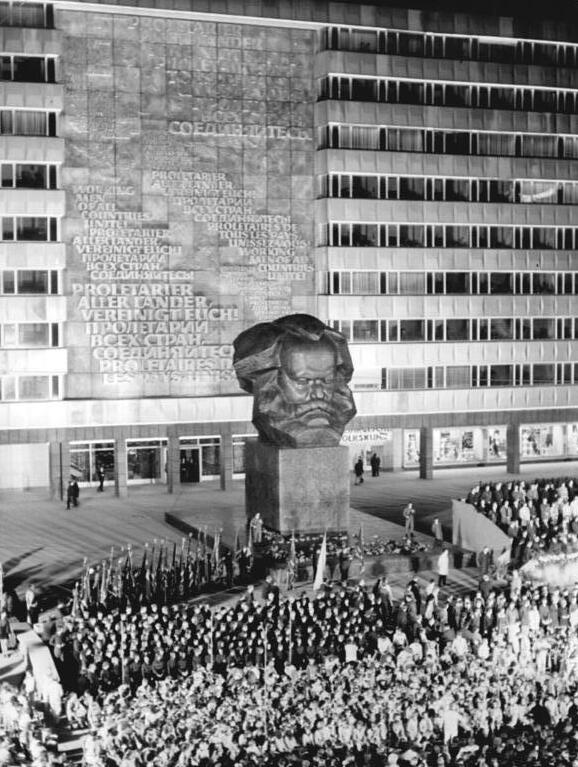
Inaugurazione del monumento a Karl Marx a Karl-Marx-Stadt, oggi Chemnitz, il 9 ottobre 1971.

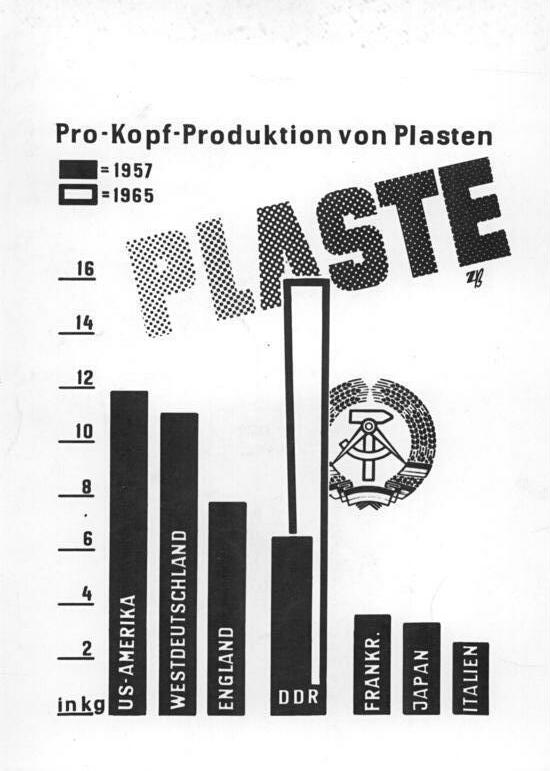
Produzione di plastica a livello pro-capite nei vari stati industrializzati al 1957, con le previsioni della DDR per il 1965.

Nella RDT il controllo del regime sull'economia fu forse il più forte tra tutti gli altri Paesi del Patto di Varsavia. Di fronte a un Paese devastato dalla seconda guerra mondiale, il SED riuscì fin dalla fine degli anni quaranta a creare un sistema economico molto industrializzato e competitivo. Un'agricoltura autosufficiente, una sviluppata industria chimica e siderurgica in un territorio ricco di lignite e di potassa, un sistema stradale e ferroviario, per quanto limitato in assoluto, comunque superiore a quello dei Paesi fratelli, resero la RDT ai primi anni sessanta il fiore all'occhiello industrializzato del mondo comunista e il più avanzato sul piano economico.
Il diritto a un lavoro era sancito per legge. Per raggiungere questo obiettivo era lo Stato a creare posti di lavoro. La maggior parte delle persone lavoravano in aziende statali oppure in consorzi. I salari e gli stipendi non erano uguali per tutti, ma le differenze erano minime. Un commesso guadagnava 600-800 marchi al mese, un ingegnere al massimo 1200 marchi. Alcuni artigiani guadagnavano più delle persone con un titolo di studio. Il sistema scolastico (come quello sanitario) era gratuito per tutta la popolazione: ciò comportava che tutti i bambini avevano la possibilità di andare all'asilo nido. Le madri avevano diritto a ricevere una sovvenzione economica per la maternità nel periodo compreso tra sei settimane prima del parto e sei settimane dopo. Gli appartamenti avevano affitti alla portata di tutti, ma soprattutto non subivano aumenti per decenni. Un appartamento di quattro stanze costava 94,80 marchi, incluso il costo del riscaldamento. Nella media un metro quadrato al mese costava 1 marco. C'erano alcune scomodità però, come il fatto che la qualità costruttiva fosse scarsa e la manutenzione scadente. Diversa era la situazione per i condomini riservati alle famiglie delle alte figure politiche. L'assegnazione degli appartamenti avveniva da parte dell'amministrazione comunale in base alla situazione familiare. Gli studenti non ricevevano quasi mai un appartamento proprio ma vivevano in alloggi comuni. Con il matrimonio una coppia aveva il diritto di avere un appartamento, più piccolo per i primi tempi, più grande successivamente.
Il livello di benessere della popolazione era tuttavia di gran lunga inferiore a quello della RFT e forse fu questo confronto coi "cugini" dell'Ovest a indurre i dirigenti orientali a rafforzare la morsa sul panorama economico. In un primo tempo il divario tra le due Germanie fu imputato all'ingente debito che la RDT aveva con l'URSS per gli aiuti di ricostruzione. Ma già nel 1969, di fronte a uno spaventoso deficit pubblico, lo Stato non seppe modernizzare l'economia alle esigenze reali della popolazione. Ne risultò una crisi dei beni di consumo, oltre all'arretratezza che l'assenza di una competizione tra imprese generava nell'economia tedesco-orientale. Ad esempio, i cittadini dovevano attendere anni prima di acquistare automobili, che potevano peraltro essere solo le Trabant (oggi divenute veri pezzi da collezione per gli appassionati di auto), le Wartburg e pochi altri modelli. Il tempo di attesa per un'automobile poteva anche oltrepassare i 10 anni.
Occasionalmente viene ribadito un alto reddito medio pro capite nella Germania Est; secondo una fonte divulgativa italiana nel 1987 sarebbe stato di 7180 $ contro i 6390 $ dell'Italia. Un tale confronto è però basato sulla parità rispetto al Marco Occidentale, mentre al cambio la valuta non convertibile otteneva nella media degli anni il 20% del valore nominale. Anche il valore d'acquisto non è direttamente paragonabile, dato che da una parte molti prezzi al consumatore erano sovvenzionati, dall'altra molti prodotti non potevano essere acquistati con la valuta ufficiale. Un indice piuttosto preciso è il Richtungskoeffizient, adottato dalla stessa RDT per contabilizzare internamente il commercio con gli Stati occidentali, giunto nel 1988 al fattore di 1:4,4.
Dopo la riunificazione, la Treuhand, organismo incaricato della privatizzazione del «patrimonio del popolo» (nome dato alle imprese pubbliche nella RDT), si trova alla testa di 8.000 società e dei loro 32.000 stabilimenti e di un impero immobiliare. In pochi anni, circa 13.000 imprese sono vendute, per la stragrande maggioranza, a investitori e imprese della Germania occidentale. Nel luglio 1991 la produzione industriale è diminuita del 43,7% rispetto all'anno precedente, del 51,9% in agosto e di quasi il 70% alla fine dell'anno. Il numero ufficiale di disoccupati sale da appena 7.500 nel gennaio 1990 a 1,4 milioni nel gennaio 1992, e più del doppio contando i lavoratori in disoccupazione tecnica, in riconversione o in prepensionamento. Nei cinque anni successivi alla caduta del muro di Berlino, la disoccupazione avrebbe colpito l'80 % degli attivi.
Le donne hanno incontrato ulteriori difficoltà. Per aumentare le loro possibilità di ritrovare un lavoro, sono state molte a farsi sterilizzare. Mentre il centro ospedaliero di Magdeburgo aveva praticato 8 sterilizzazioni nel 1989, queste sono passate a 1200 nel 1991», rilevano i sociologi Fritz Vilmar e Gislaine Guittard. Dal 1989 al 1992, il numero di dipendenti della ricerca, dell'istruzione superiore, compresa quella industriale, scende da oltre 140.000 a meno di 38.000. Molti centri di ricerca e accademie scientifiche sono chiusi. Circa il 72% degli scienziati dell'ex RDT è stato destituito in tre anni. Il personale rimanente è stato sottoposto a test per valutare le sue convinzioni politiche. Questa eliminazione della maggior parte degli scienziati è giustificata da imperativi ideologici: «Bisogna sradicare l'ideologia marxista procedendo a cambiamenti di strutture e di personale». indica un documento dell'Accademia delle scienze nel luglio 1990.

## Sport

### Il calcio
Il massimo campionato di calcio della Germania Est era la DDR-Oberliga, istituita nel 1948 e soppressa nel 1991.

## La DDR nella memoria dei tedeschi dell'est
Nel 2006 ha aperto a Berlino il DDR Museum, un museo interattivo che racconta aspetti politici, culturali e di vita quotidiana nella DDR. La sede del Ministero per la sicurezza di Stato (Stasi) è stata riconvertita a museo nel 1990.
Il termine Ostalgie è entrato nella lingua tedesca nel 1993 per indicare il sentimento di nostalgia verso alcuni aspetti della vita nella DDR da parte dei tedeschi orientali. Deriva dalla fusione dei termini tedeschi Ost (est) e Nostalgie (nostalgia).

## Cultura
Nella DDR la cultura e l'istruzione venivano promosse e regolamentate in base alla dottrina statale. La costituzione del 1968 propagandava una cultura socialista, una vita ricca di cultura per i lavoratori e uno stretto legame degli artisti con la vita del popolo. "Cultura del corpo, sport e turismo sono elementi della cultura socialista votato a un pieno sviluppo fisico e spirituale dei cittadini."
Teatro e cabaret erano diffusi nella DDR e a Berlino esisteva una scena culturale attiva. La celebre Semper Oper di Dresda, distrutta durante la seconda guerra mondiale, venne riaperta nel 1985. Il Friedrichstadt-Palast a Berlino fu l'ultimo grande edificio culturale eretto nella DDR.
Peculiare nella cultura della DDR è l'esistenza di un ampio spettro di gruppi musicali di rock tedesco. La loro gamma va dal dichiarato "rock di Stato" come quello dei Puhdys fino a gruppi musicali più critici come Tilly e Renft. Alcune formazioni come Karat o City hanno festeggiato anche successi internazionali.

## Filmografia

### Filmografia in lingua tedesca
- I bambini di Golzow (Die Kinder von Golzow) (1961)
- Quella Trabant venuta dall'Est (Go Trabi Go), regia di Peter Timm (1991)
- Go Trabi Go 2 - Das war der wilde Osten, regia di Wolfgang Buld e Reinhard Klooss (1992)
- La promessa (Das Versprechen), regia di Margarethe von Trotta (1995)
- Helden wie wir, regia di Sebastian Peterson (1999)
- Sonnenallee, regia di Leander Haußmann (1999)
- Il silenzio dopo lo sparo (Die Stille nach dem Schuß), regia di Volker Schlöndorff (2000)
- Berlin Is in Germany, regia di Hannes Stöhr (2001)
- Der Zimmer-Springbrunnen, regia di Peter Timm (2001)
- Good Bye, Lenin!, regia di Wolfgang Becker (2003)
- Heimat 3 - Cronaca di una svolta epocale (Heimat 3 - Chronik einer Zeitenwende), regia di Edgar Reitz (2004)
- Kleinruppin forever, regia di Carsten Fiebeler (2004)
- NVA, regia di Leander Haußmann (2005)
- Le vite degli altri (Das Leben der Anderen), regia di Florian Henckel von Donnersmarck (2006)
- Wir wollten aufs Meer, regia di Toke Constantin Hebbeln (2012)
- La scelta di Barbara (Barbara), regia di Christian Petzold (2012)
- Il ponte delle spie, regia di Steven Spielberg (2015)
- Deutschland 83 – miniserie TV (2015)
- Balloon - Il vento della libertà, regia di Michael Herbig (2018)
- Deutschland 86 – miniserie TV (2018)
- Deutschland 89 – miniserie TV (2020)
- Kleo – miniserie TV (2022)
- Kleo 2 – miniserie TV (2024)

### Filmografia in lingua italiana
- Totò e Peppino divisi a Berlino, regia di Giorgio Bianchi (1962)
- Il tunnel della libertà – miniserie TV (2004)

### Filmografia in lingua inglese
- La spia che venne dal freddo (The Spy Who Came in from the Cold), regia di Martin Ritt (1965)
- Il sipario strappato (Torn Curtain), regia di Alfred Hitchcock (1966)
- Berlino - Opzione zero (Judgment in Berlin), regia di Leo Penn (1988)

## Festività
| Data        | Nome italiano                       | Nome tedesco                                                                    | Note                                                                         |
| ----------- | ----------------------------------- | ------------------------------------------------------------------------------- | ---------------------------------------------------------------------------- |
| 1º gennaio  | Capodanno                           | Neujahr                                                                         |                                                                              |
| 8 marzo     | Giornata internazionale della donna | Internationaler Frauentag                                                       | Ricorrenza internazionale.                                                   |
| Variabile   | Venerdì santo                       | Karfreitag                                                                      | Il venerdì precedente alla Pasqua                                            |
| Variabile   | Pasqua                              | Ostersonntag                                                                    | Prima domenica successiva al primo plenilunio dopo l'equinozio di primavera. |
| Variabile   | Lunedì dell'Angelo                  | Ostermontag                                                                     | Lunedì di Pasqua, Pasquetta, non più festa ufficiale dal 1967.               |
| 1º maggio   | Festa dei lavoratori                | Internationaler Kampf- und Feiertag der Werktätigen für Frieden und Sozialismus | Ricorrenza internazionale                                                    |
| Variabile   | Festa del papà / Ascensione         | Vatertag / Christi Himmelfahrt                                                  | Il primo giovedì dopo la 5ª domenica di Pasqua. Semplice ricorrenza.         |
| Variabile   | Lunedì di Pentecoste                | Pfingstmontag                                                                   | Cade nel cinquantesimo giorno dopo la domenica di Pasqua                     |
| 7 ottobre   | Festa della Repubblica              | Tag der Republik                                                                | Festa nazionale                                                              |
| 25 dicembre | Natale                              | 1. Weihnachtsfeiertag                                                           | Nascita di Gesù Cristo                                                       |
| 26 dicembre | Santo Stefano                       | 2. Weihnachtsfeiertag                                                           | Secondo festivo di Natale                                                    |

### Esplicative
1. ↑  Nella costituzione e negli atti ufficiali la città era chiamata Berlino capitale della RDT (Berlin Hauptstadt der DDR)
2. ↑  Dal 1968 la coalizione governativa del Fronte Nazionale, una sorta di Fronte popolare allargato, unica ammessa alla vita politica, benché fosse composta de jure di 5 partiti di orientamento politico in apparenza diverso, fu completamente egemonizzato de facto dalla SED che divenne in pratica il partito comunista unico della DDR, analogamente a quanto accadeva negli altri Stati socialisti.
3. ↑  Emendamento costituzionale del 1952
4. ↑  Almeno fino alla morte di Wilhelm Pieck nel 1960, le istituzioni della RDT erano formalmente simili a quelle di una Repubblica parlamentare e la sua Costituzione era simile formalmente a quella di una democrazia liberale

### Fonti
1. ↑  „40 Jahre DDR“ – Staatliche Zentralverwaltung für Statistik, Mai 1989.
2. ↑  Art. 1 Costituzione del 1949: "Deutschland ist eine unteilbare demokratische Republik; sie baut sich auf den deutschen Ländern auf."
3. ↑  (DE) Die DDR ändert ihre Verfassung, su bundesregierung.de. URL consultato il 12 dicembre 2020.
4. 1 2  (EN) East Germany the "most atheistic" of any region, su dialoginternational.com, Dialog International, 2012. URL consultato il 24 maggio 2009 (archiviato dall'url originale il 13 dicembre 2012).
«L'ateismo è il più "forte" nei paesi europei del nord-ovest, quali la Scandinavia e gli ex stati sovietici (Polonia esclusa). La ex Germania Est ha la più alta percentuale di persone che dicono di non aver mai creduto in Dio (59%) [...].» (Traduzione propria)
5. ↑  Elezioni parlamentari in Germania Est del 1990
6. ↑  "Il Grande Atlante", editrice Rizzoli, Milano 1980. Dall'opera è tratta gran parte delle informazioni contenute nella sezione.
7. ↑   Wayback Machine (PDF), su dircost.unito.it. URL consultato il 16 luglio 2022 (archiviato dall'url originale il 14 luglio 2014).
8. ↑  Nella "teoria generale del diritto", la "rappresentanza" di un soggetto capace può sostenersi solo sulla base di un mandato liberamente conferito dal rappresentato. Cfr. PERASSI, Introduzione alle scienze giuridiche, Padova, 1967.
9. ↑  Fulbrook, "The Limits Of Totalitarianism: God, State and Society in the GDR"
10. ↑  Stephen R. Bowers, "Private Institutions in Service to the State: The German Democratic Republic's Church in Socialism," East European Quarterly, Spring 1982, Vol. 16, Issue 1, pp. 73–86
11. ↑  (EN) WHY EASTERN GERMANY IS THE MOST GODLESS PLACE ON EARTH, su worldcrunch.com, Die Welt, 2012. URL consultato il 24 maggio 2009 (archiviato dall'url originale il 26 agosto 2012).
«La statistiche che colpiscono di più sono quelle dei giovani di età inferiore ai 28 anni: più del 71% di quelli della Germania Est in questo gruppo di età dicono di non aver mai creduto nell'esistenza di Dio. Ciò è quello che si vede nel gruppo fra i 38 e i 47 anni di età, tra i quali i non-credenti sono il 72.6%. [...] Approssimativamente il 46% di quelli intervistati nella Germania Est si dichiarano atei, in confronto al [...] 4.9% della Germania Ovest. [...] Nella Germania Est il trend si rafforza effettivamente nel tempo: tra il 1991 e il 2008 il numero di atei è aumentato del 3.4% mentre nello stesso periodo in Russia il numero è sceso dell'11.7%.» (Traduzione propria)
12. ↑   Autos in der DDR (archiviato dall'url originale il 18 aprile 2009).
13. ↑  (DE) Wartburgbestellung, Wartburg 353 bis 1.3 und RS 1000 (PDF), su andreas-e-koch.de. URL consultato il 10 maggio 2009 (archiviato il 14 luglio 2014).
14. ↑  AAVV, Atlante Enciclopedico Touring Volume 2: Europa, Milano, Touring Club Italiano, 1987. ISBN 88-365-0299-7
15. ↑  (DE)  [collegamento interrotto]
16. 1 2  (EN) Rachel Knaebel & Pierre Rimbert, The economic Anschluss of the GDR, su mondediplo.com, 1º novembre 2019. URL consultato il 13 dicembre 2021.